# 今井三右衛門
今井 三右衛門（いまい さんえもん、1930年（昭和5年）12月9日 - 2008年（平成20年）2月11日）は、日本の政治家。福井県勝山市長。

## 経歴
福井県出身。今井三郎の長男。福井県立勝山高等学校卒業。
勝山市議会議員、同副議長、同議長を経て、1988年（昭和63年）11月、勝山市長に当選した。ほか、全国市長会理事を務めた。